# Pferde-Amphore

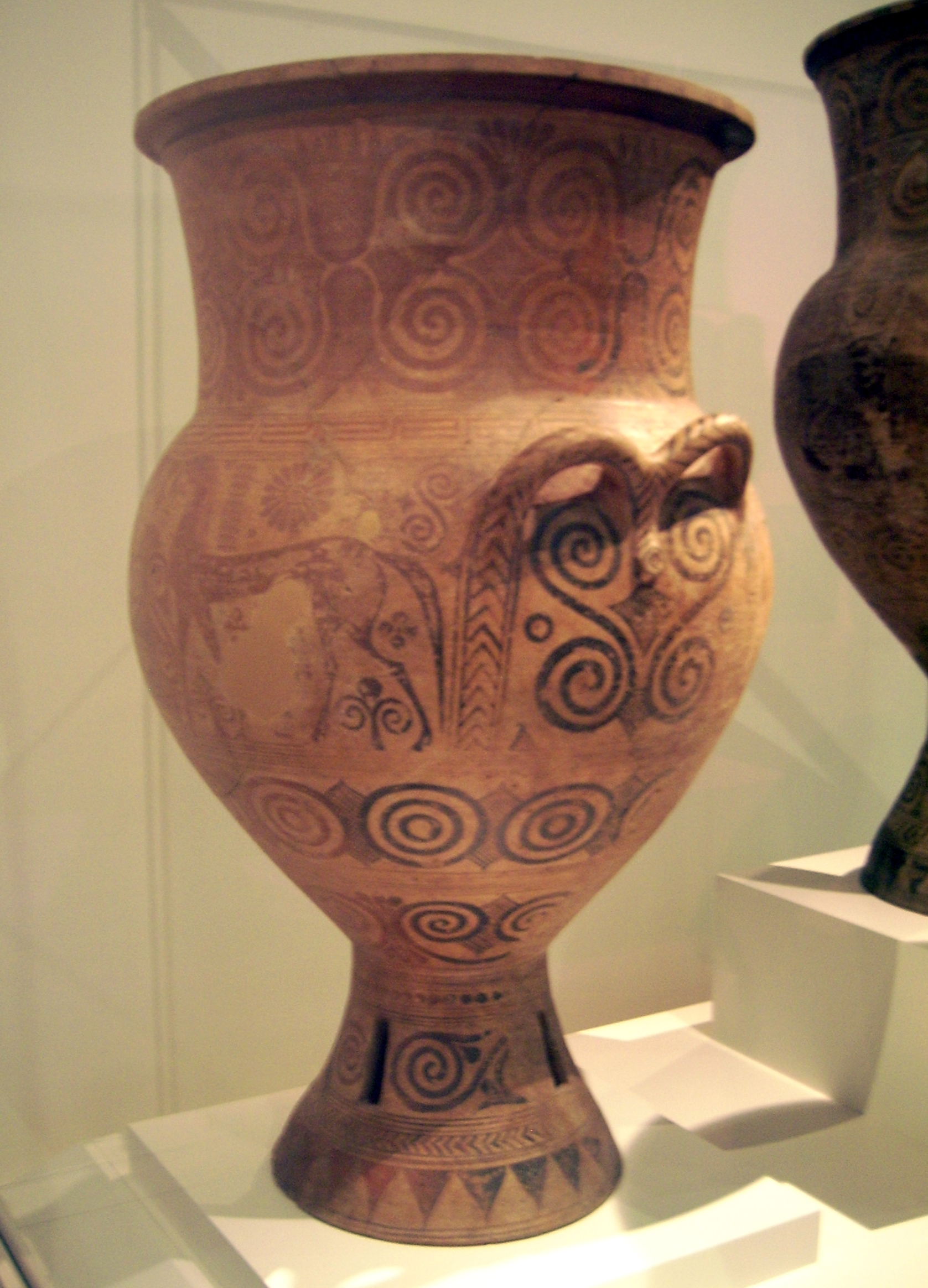
Pferde-Amphora in Athen.

Als Pferde-Amphore wird eine Melische Prunkamphore im Archäologischen Nationalmuseum Athen mit der Inventarnummer 913 bezeichnet. Sie wird um das Jahr 660 v. Chr. datiert.
Die Pferde-Amphore ist die älteste bekannte Melische Amphora. Sie gehört zu den breiteren Exemplaren der Gattung. Ihren Namen erhielt das Gefäß nach seinem Hauptbild, das zwei sich gegenüber stehende schlanke, grazile, hochbeinige Pferde zeigt. Beide trennt eine große Palmette. Während die Leiber als Silhouetten gezeichnet sind, werden die Köpfe in Umrisszeichnung wiedergegeben. Die Freiräume wurden mit vielerlei Beiwerk ausgefüllt, darunter Zickzackstapel, die an frühere Bilder der Gruppe Ad erinnern. Dennoch sind die Zeichnungen weitaus detaillierter als die der Ad-Gruppe. Daneben werden auch Doppelvoluten und Blattrosetten gezeigt. Auch am Hals finden sich ausgestülpte Doppelvoluten, die mit Schraffuren gefüllt sind. Die beiden Schmuckbänder des Gefäßkörpers sind mit einfacheren Doppelvoluten und konzentrischen Kreisen geschmückt. Die horizontalen Doppelhenkel erinnern an Ziegenhörner. Auch auf der Rückseite fanden sich zwei sich gegenüber stehende Pferde, die jedoch in anderer Form gezeigt werden. Damit waren beide Seiten gleichwertig, doch ist die Rückseite fast völlig abgeblättert. Das Pferdemotiv passt zur Nutzung als Grabvase, haben die Pferde doch sepulkrale Bedeutung. Der Deckel ist nicht erhalten. Die Amphora ist 88 Zentimeter hoch.